# Bogdan Wenta

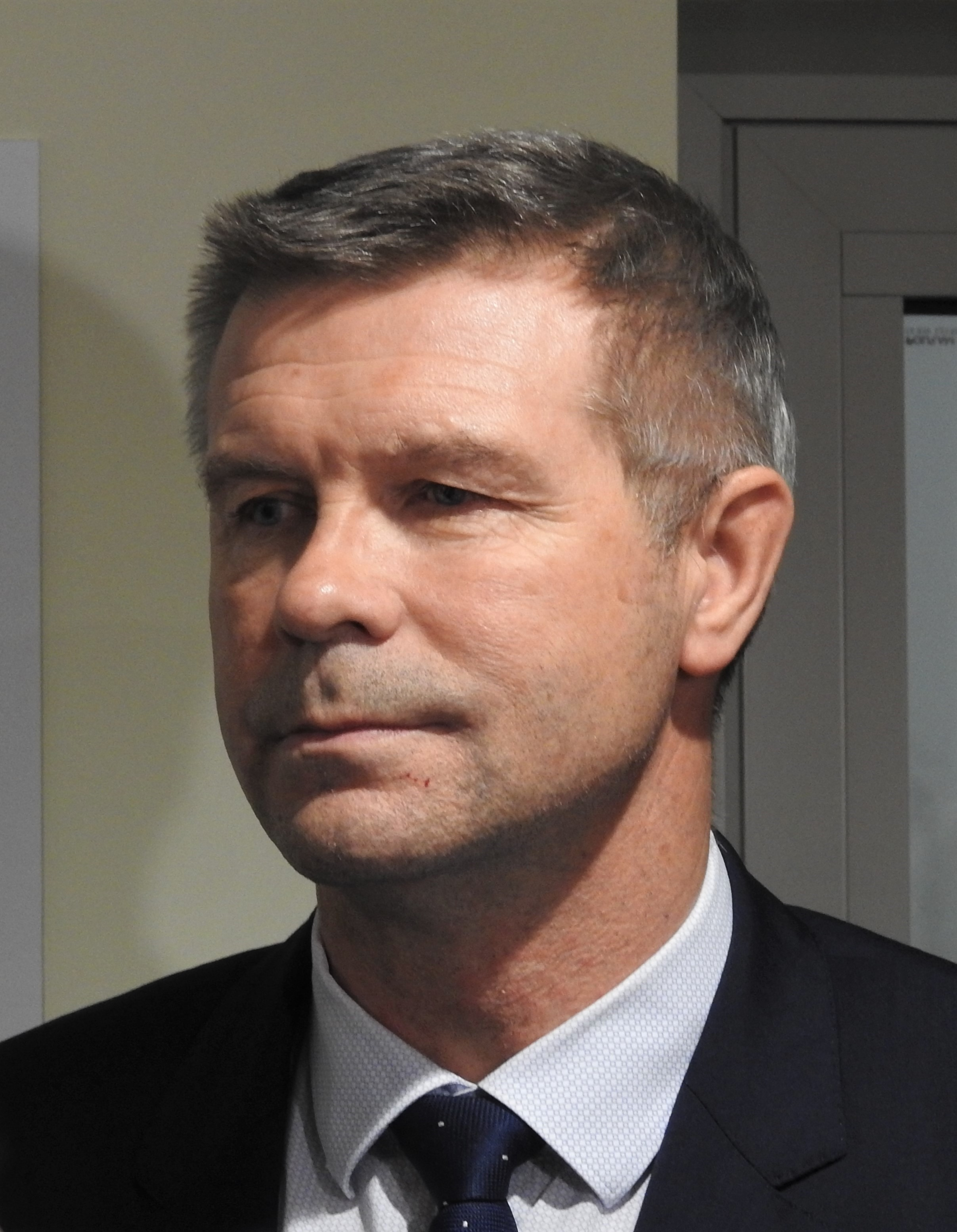
Bogdan Wenta, 2019.

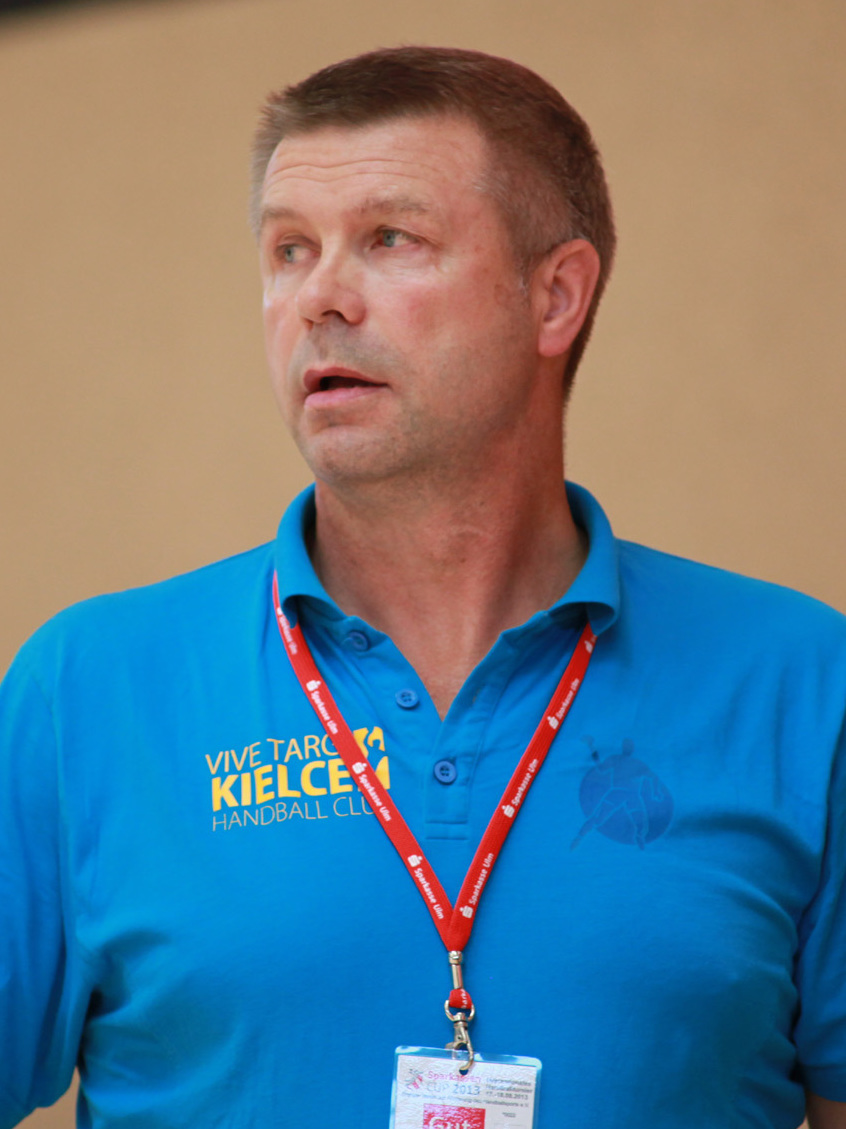
Bogdan Wenta, 2013.

Bogdan Brunon Wenta, född 19 november 1961 i Szpęgawsk, Pommerns vojvodskap, är en polsk-tysk politiker samt tidigare handbollstränare och handbollsspelare (vänsternia). Som tränare var han bland annat förbundskapten för Polens herrlandslag (2004–2012). Han spelade 185 landskamper (763 mål) för Polens landslag och 50 landskamper (144 mål) för Tysklands landslag.
Vid Europaparlamentsvalet i Polen 2014 vann han ett mandat på listan för liberalkonservativa Medborgarplattformen (PO). Sedan 2018 är han borgmästare (prezydent miasta) i Kielce.

## Klubbar som spelare
- Wybrzeże Gdańsk (1978–1989)
- Elgorriaga Bidasoa (1989–1993)
- FC Barcelona (1993–1995)
- TuS Nettelstedt (1995–1998)
- SG Flensburg-Handewitt (1998–2002)

## Tränaruppdrag
- SG Flensburg-Handewitt (assisterande, 2002–2006)
- Polens herrlandslag (2004–2012)
- SC Magdeburg (2006–2007)
- KS Kielce (2008–2014)

## Meriter

### Spelarmeriter
- Cupvinnarcupmästare tre gånger: 1994, 1995 (med FC Barcelona) och 2001 (med SG Flensburg-Handewitt)
- Polsk mästare fem gånger: 1984, 1985, 1986, 1987 och 1988 med Wybrzeże Gdańsk

### Tränarmeriter
- VM-silver 2007 med Polens herrlandslag
- VM-brons 2009 med Polens herrlandslag
- EHF-cupmästare 2007 med SC Magdeburg
- Polsk mästare fyra gånger: 2009, 2010, 2012 och 2013